# Fractal de Lyapunov

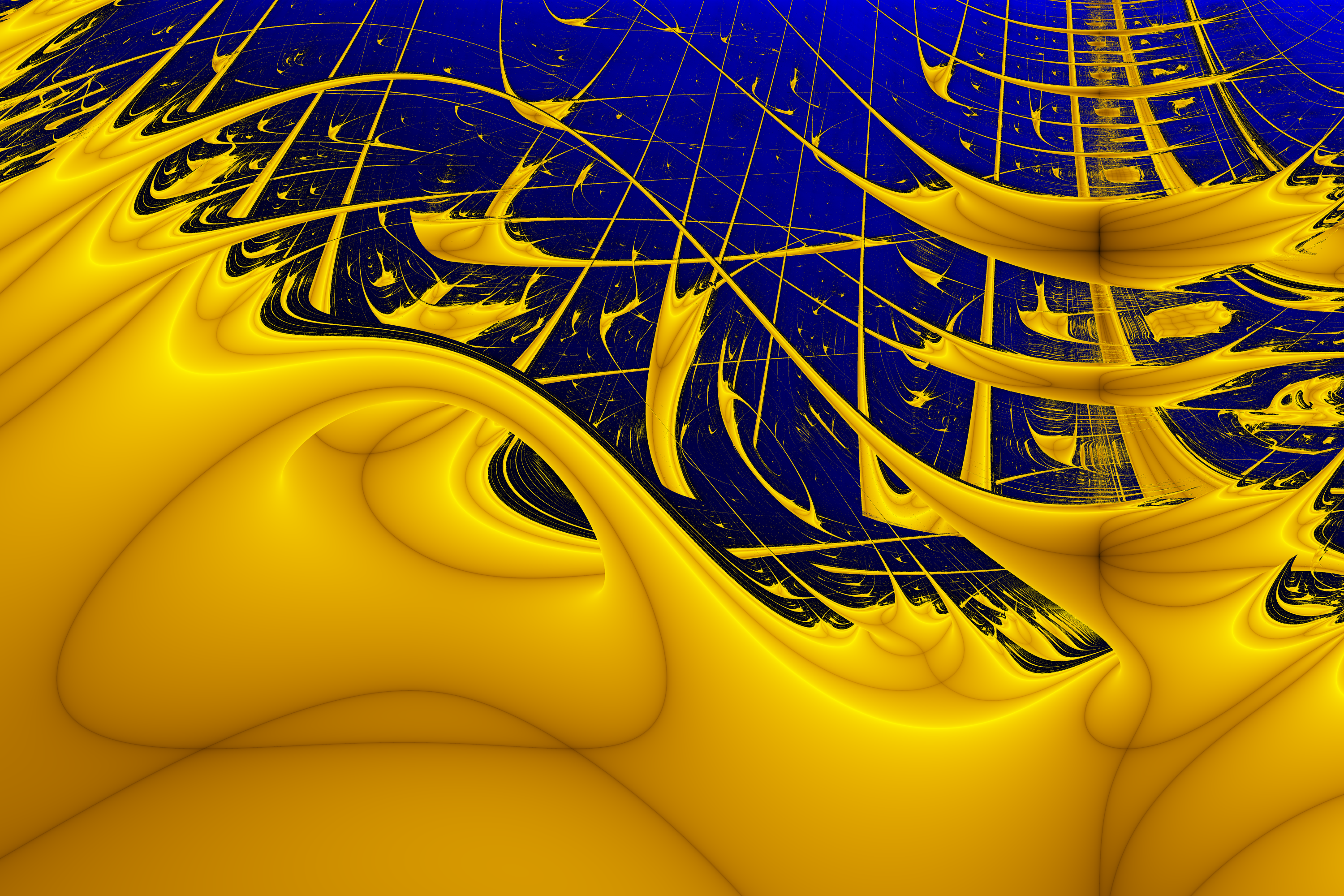
Fractal de Lyapunov com iteração na seqüência BBBBBBAAAAAA, na região de parâmetro de crescimento (A, B) em [3.4, 4.0] x [2.5, 3.4

O fractal desenvolvido pelo matemático e físico russo  Aleksandr Lyapunov conhecido como  fractal de Lyapunov (também conhecido pelo nome de Markus-Lyapunov) é um fractal que se obtém graças a uma extensão da função logística, dada pela seguinte equação:

{\displaystyle x_{n+1}=r_{n}x_{n}(1-x_{n})}
Através dessa função logística ocorre uma oscilação dos valores de r, para as variações de a e b, onde temos {\displaystyle r_{n}=a} ou {\displaystyle r_{n}=b}, este método propõe o uso de sequências periódicas simples usando símbolos como (a,b), com isso formando padrões na forma (aababba), está sequência por fim é interpretada através da conversão em código binário (1101001).